# Santiago de Subarrifana
Santiago de Subarrifana is een plaats (freguesia) in de Portugese gemeente Penafiel en telt 1050 inwoners (2001).